# 7mm BR Remington
El 7mm BR Remington, también llamado 7mm BR o 7mm Bench Remington Remington, fue un cartucho desarrollado por Remington para la pistolas de cerrojo Remington XP-100, específicamente para la comunidad de tiro en banco.
El 7mm BR se basa en el 6mm BR y el .22 BR Remington . Estos cartuchos, a su vez, tienen su origen en el .308 Winchester a través del cartucho Barnes de .308 × 1,5 pulgadas . El BR de 7 mm se diseñó simplemente ajustando el cuello del BR Remington de 6 mm preexistente para aceptar un calibre .28 (7 mm). mm). El cartucho es capaz de desarrollar 2200 pies/s (670,6 m/s) con una bala en un cañón de 15 pulgadas.
Como cartucho de caza, es adecuado para especies de ciervos pequeñas a distancias de hasta 150 yardas (140 metros). Con balas más ligeras, este cartucho es un excelente cartucho para la caza de alimañas o depredadores. Sin embargo, el 7mm BR fue concebido como un cartucho de pistola competitivo para tiro metálico. Tiene suficiente energía e impulso para derribar objetivos hasta 200 yd (182,9 m) y ha tenido cierto éxito en esa disciplina de tiro en particular. Posteriormente también fue adoptado en el tiro con banco por Remington, quien introdujo el rifle X-40 en esa recámara.